# Jim Cramer
Pour les articles homonymes, voir Cramer.
James J. Cramer, né le 19 octobre 1955 à Wyndmoor (Pennsylvanie, États-Unis), mieux connu en tant que Jim Cramer, est un animateur de télévision américain de la chaîne CNBC. 
Ancien gérant de fonds d'investissement, Jim Cramer intervient principalement sur les sujets financiers. Il est l'animateur de l'émission Mad Money depuis 2005. Jim Cramer est également cofondateur du site d'information financière TheStreet.com. Il est apparu dans son propre rôle dans les films Iron Man et Wall Street : L'argent ne dort jamais.